# Hans Haagen Nyegaard
Hans Haagen Nyegaard (født 8. februar 1824 i København, død 13. maj 1893) var en dansk forfatter, søn af overretsprokurator Lauritz Nyegaard og Charlotte Amalia Haagen.
Han dimitteredes 1841 fra Borgerdydskolen, tog 1849 juridisk embedsexamen og blev, efter først at have været sagførerfuldmægtig og prøveprokurator, i 1861 udnævnt til prokurator ved alle over- og underretter og samme år til censor ved Folketheatret. I 1851 ægtede han Thora Marie Alberg, datter af konferensråd Peter Alberg, og – efter hendes død – i 1871 Louise Regine Larsen.
Nyegaard var en ivrig belletristisk forfatter, af hvem aviserne i sin tid idelig bragte digte, uden at dog hverken disse eller hans dramatiske arbejder (Studenterne fra Salamanca, syngespil i en akt, Turandot, romantisk syngespil i to akter, opførte på det kongelige teater henholdsvis i 1854 og 1855) have noget stort poetisk værd.